# Jadwiga Krawczyńska
Jadwiga Krawczyńska (ur. 15 marca 1891 r. w Krzeszowicach, zm. 1975) – działaczka społeczna i aktywistka, jedna z pierwszych reporterek w Polsce. 

## Życiorys
Ukończyła Szkołę Nauk Politycznych, aktywistka feministyczna, członkini Klubu Politycznego Kobiet Postępowych, dziennikarka m.in. „Przeglądu Wieczornego”, „Dziennika Powszechnego”, jedna z pierwszych reporterek w odrodzonej Polsce. 
Pracę dziennikarską rozpoczęła w 1921 r. w warszawskim „Przeglądzie Wieczornym”; od 1923 r. w „Kurierze” (Czerwonym), od 1937 r. w „Dzienniku Porannym”, w latach 1938–1939 w „Dzienniku Powszechnym ”. Podczas okupacji czynna w prasie konspiracyjnej. Od 1945 r. w organie Stronnictwa Demokratycznego – „Kurier Codzienny”, w latach 1946–1948 w Socjalistycznej Agencji Prasowej. Autorka wspomnień, artykułów i bibliografii z zakresu historii prasy. 
Była jedną z najbardziej postępowych autorek piszących do „Bluszczu”. W swoich artykułach propagowała egalitaryzm płciowy na rynku pracy. W roli redaktorki debiutowała w „Kurierze Porannym”, w którym przez kilka lat była jedyną kobietą-pracowniczką. Pisała otwarcie o dyskryminacji powszechnie panującej w tym zawodzie (kobiety pracujące w redakcjach zajmowały się wówczas co najwyżej korektami lub tłumaczeniami z języków obcych, te, które piastowały wyższe stanowiska, pisały natomiast pod pseudonimami męskimi). 
Jest autorką między innymi „Zapisków dziennikarki warszawskiej 1939–1947”, w których opisała swoje wspomnienia z czasów konspiracyjnej pracy w prasie w okresie okupacji hitlerowskiej w Warszawie i działań powstańczych na Mokotowie oraz pierwszych lat odbudowy stolicy. Podczas II wojny światowej zorganizowała biblioteczkę dla rannych i chorych w szpitalu Elżbietanek i w sąsiednich domach, zwłaszcza w tzw. szpitalu polowym przy ul. Malczewskiego.